# Campeonato Europeo de Patinaje Artístico sobre Hielo de 1955
El XLVI Campeonato Europeo de Patinaje Artístico sobre Hielo se realizó en Budapest (Hungría) del 27 al 30 de enero de 1955. Fue organizado por la Unión Internacional de Patinaje sobre Hielo (ISU) y la Federación Húngara de Patinaje sobre Hielo.

## Resultados

### Masculino
| Puesto | Nombre         | País           | Puntos |
| ------ | -------------- | -------------- | ------ |
| Oro    | Alain Giletti  | Francia        |        |
| Plata  | Michael Booker | Reino Unido    |        |
| Bronce | Karol Divín    | Checoslovaquia |        |

### Femenino
| Puesto | Nombre          | País        | Puntos |
| ------ | --------------- | ----------- | ------ |
| Oro    | Hanna Eigel     | Austria     |        |
| Plata  | Yvonne Sugden   | Reino Unido |        |
| Bronce | Erica Batchelor | Reino Unido |        |

### Parejas
| Puesto | Nombre                           | País                | Puntos |
| ------ | -------------------------------- | ------------------- | ------ |
| Oro    | Marianna Nagy / László Nagy      | Hungría             |        |
| Plata  | Věra Suchánková / Zdeněk Doležal | Checoslovaquia      |        |
| Bronce | Marika Kilius / Franz Ningel     | Alemania Occidental |        |

### Danza en hielo
| Puesto | Nombre                             | País        | Puntos |
| ------ | ---------------------------------- | ----------- | ------ |
| Oro    | Lawrence Demmy / Jean Westwood     | Reino Unido |        |
| Plata  | Pamela Weight / Paul Thomas        | Reino Unido |        |
| Bronce | Barbara Radford / Raymond Lockwood | Reino Unido |        |

## Medallero
| Núm. | País                | Oro | Plata | Bronce | Total |
| ---- | ------------------- | --- | ----- | ------ | ----- |
| 1    | Reino Unido         | 1   | 3     | 2      | 6     |
| 2    | Austria             | 1   | 0     | 0      | 1     |
| 2    | Francia             | 1   | 0     | 0      | 1     |
| 2    | Hungría             | 1   | 0     | 0      | 1     |
| 5    | Checoslovaquia      | 0   | 1     | 1      | 2     |
| 6    | Alemania Occidental | 0   | 0     | 1      | 1     |
|      | TOTAL               | 4   | 4     | 4      | 12    |